# Station Willebroek
Station Willebroek werd op 28 juli 1870 te Willebroek samen met het baanvak Mechelen - Bornem door de maatschappij Mechelen - Terneuzen (MT) op spoorlijn 54 geopend.
Op 8 augustus 1881 werd Willebroek via spoorlijn 61 met het station Boom en het station Londerzeel verbonden. Hiervan is op spoorlijn 61 slechts de verbinding naar Boom als lijn 52/2 bewaard. Sinds de herinrichting van het station is spoor 3 afgeschaft en opgebroken.
Sinds 1 juli 2015 zijn de loketten van dit station gesloten en is het een stopplaats.

## Galerij

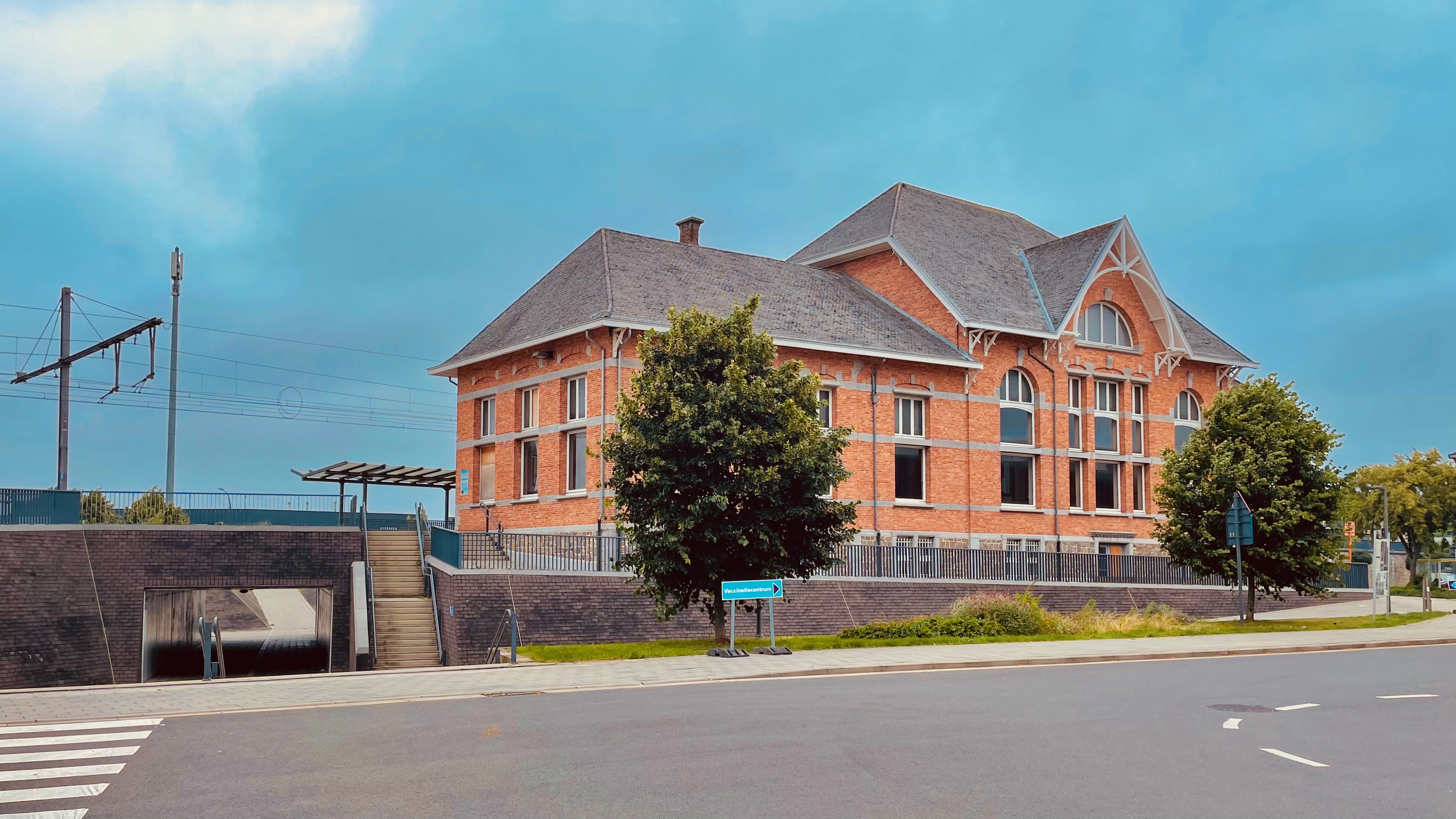
Het stationsgebouw
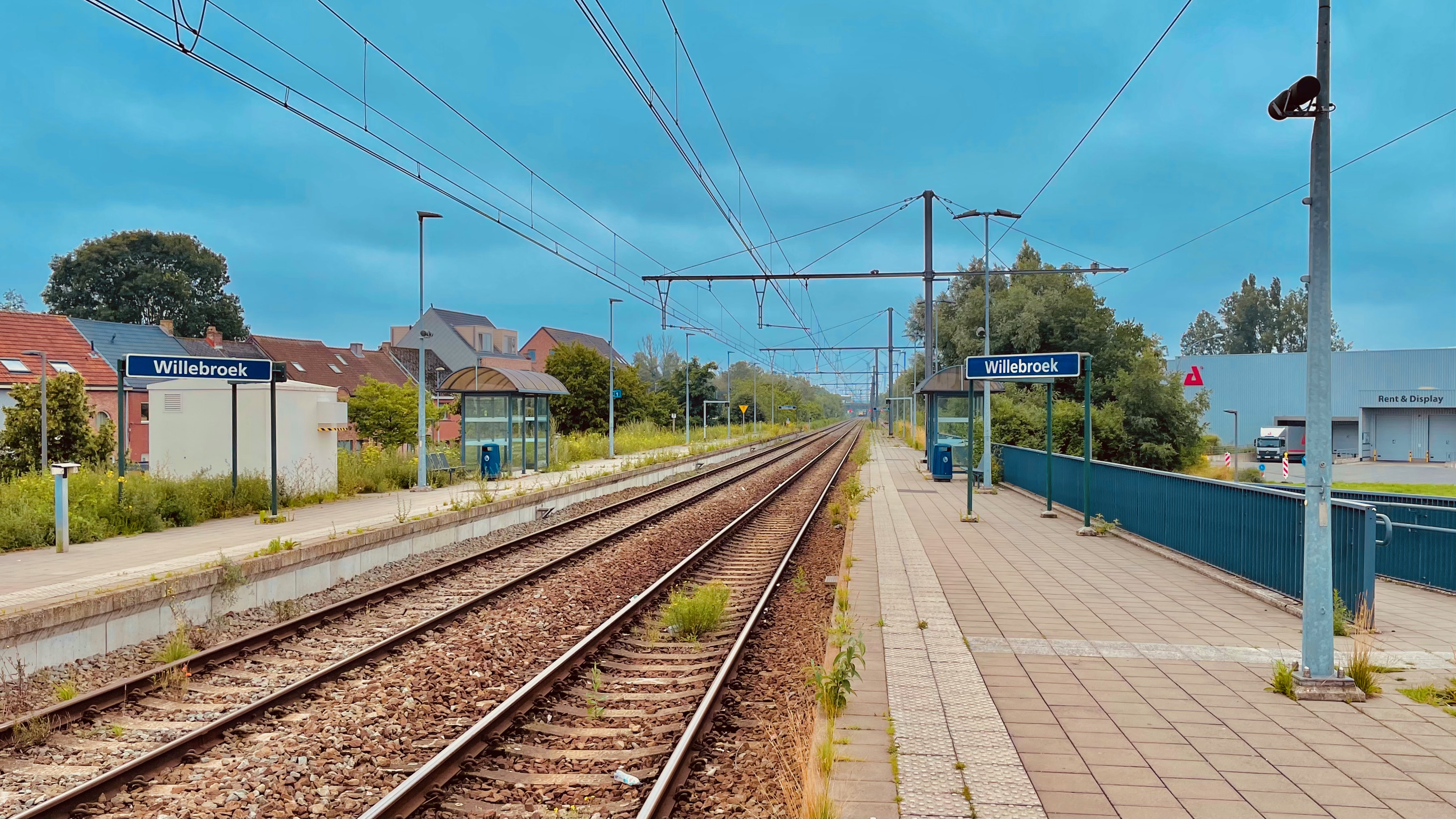
Zicht op het perron
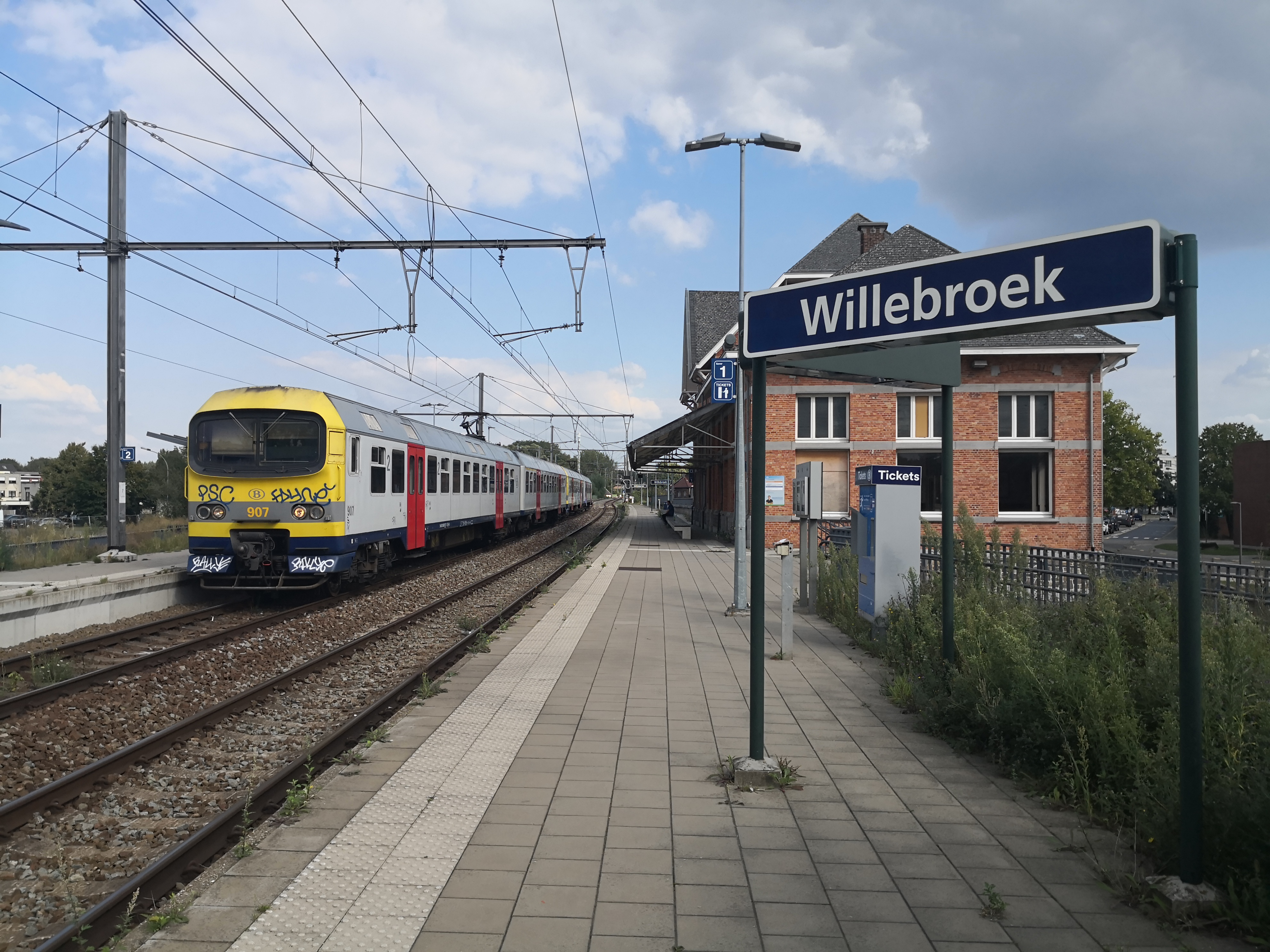
De perrons in 2020 met MS86 trein die aankomt
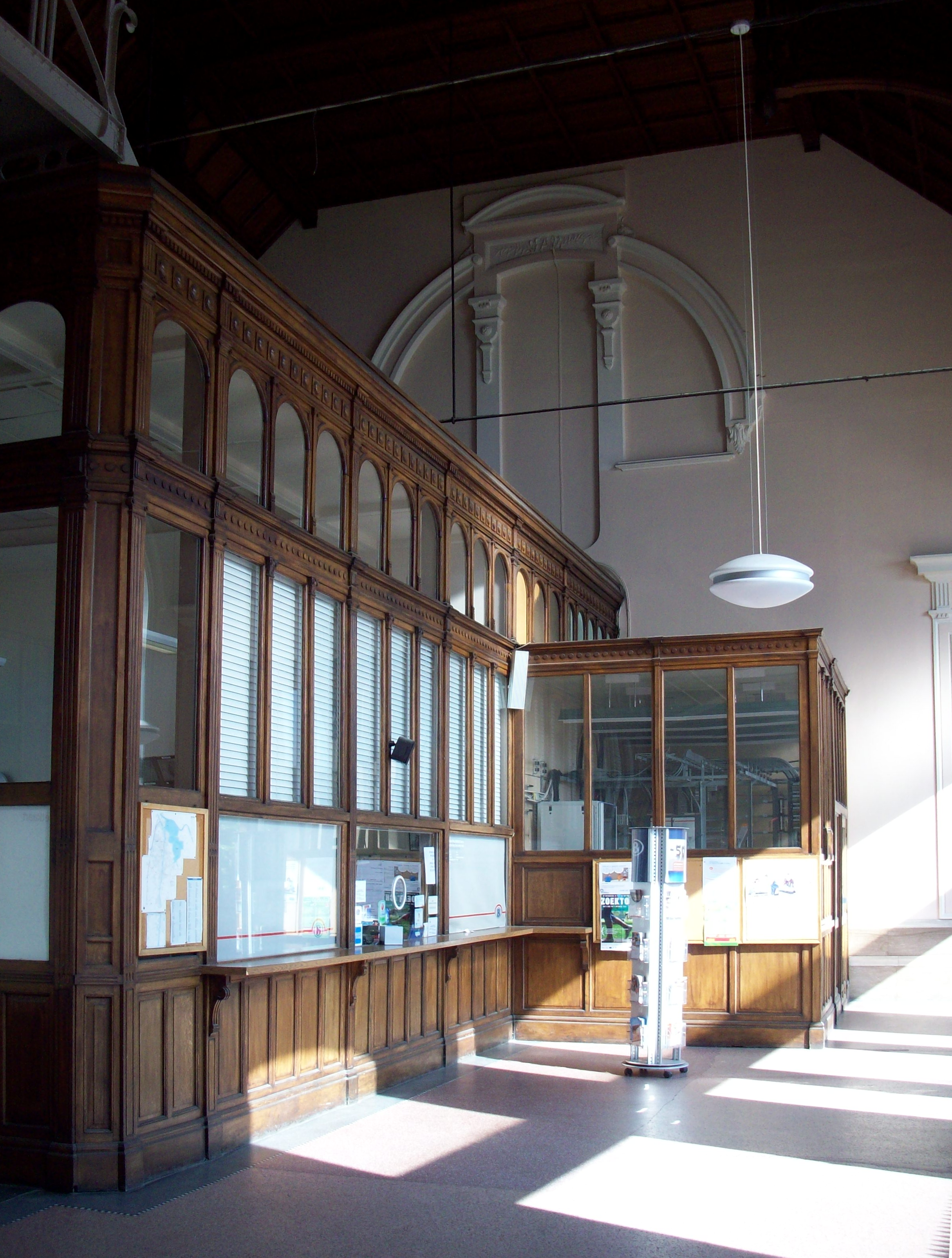
Loket (2010)
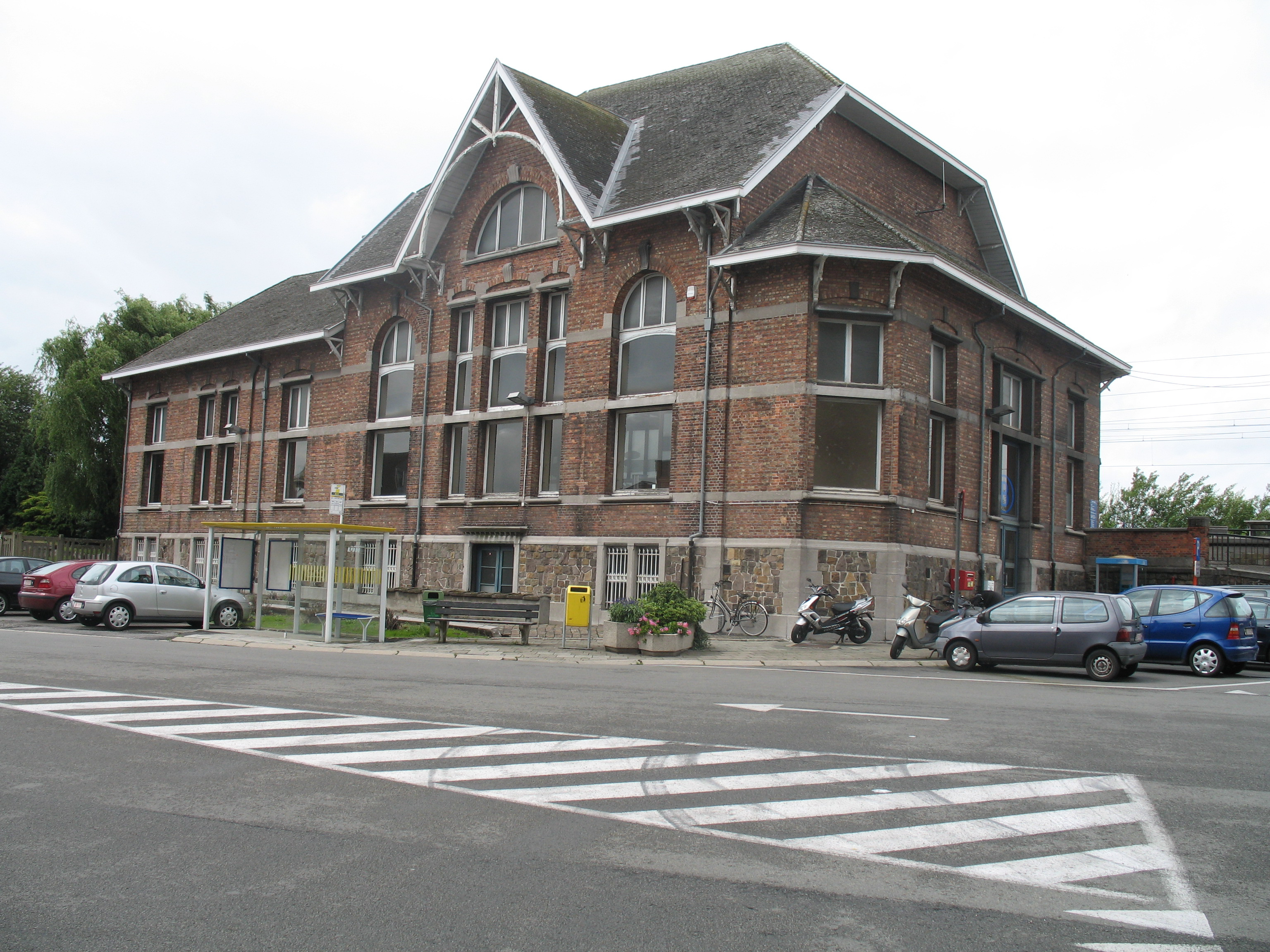
Stationsgebouw voor de renovatie (2007)

## Treindienst
| Serie       | Treinsoort          | Route                                                                 | Bijzonderheden                                                               |
| ----------- | ------------------- | --------------------------------------------------------------------- | ---------------------------------------------------------------------------- |
| L 2750      | L-trein (NMBS)      | Leuven – Mechelen – Willebroek – Sint-Niklaas                         | Rijdt in het weekend enkel tussen Mechelen en Sint-Niklaas.                  |
| P 7090/8090 | Piekuurtrein (NMBS) | [ Sint-Niklaas – Willebroek – ] / [ Dendermonde – ] Mechelen – Leuven | Rijdt alleen op werkdagen. Een trein van Dendermonde naar Gent-Sint-Pieters. |
| P 7390/8390 | Piekuurtrein (NMBS) | [ Sint-Niklaas – Willebroek – ] / [ Dendermonde – ] Mechelen – Leuven | Rijdt alleen op werkdagen.                                                   |

## Reizigerstellingen
De grafiek en tabel geven het gemiddeld aantal instappende reizigers weer op een week-, zater- en zondag.
| Tabel: aantal instappende reizigers station Willebroek | Tabel: aantal instappende reizigers station Willebroek | Tabel: aantal instappende reizigers station Willebroek | Tabel: aantal instappende reizigers station Willebroek |
|                                                        | Weekdag                                                | Zaterdag                                               | Zondag                                                 |
| ------------------------------------------------------ | ------------------------------------------------------ | ------------------------------------------------------ | ------------------------------------------------------ |
| 1977                                                   | 359                                                    | 52                                                     | 35                                                     |
| 1978                                                   | 356                                                    | 39                                                     | 40                                                     |
| 1979                                                   | 362                                                    | 49                                                     | 55                                                     |
| 1980                                                   | 421                                                    | 46                                                     | 60                                                     |
| 1981                                                   | 483                                                    | 61                                                     | 68                                                     |
| 1982                                                   | 396                                                    | 43                                                     | 50                                                     |
| 1983                                                   | 359                                                    | 64                                                     | 80                                                     |
| 1984                                                   | 386                                                    | 47                                                     | 48                                                     |
| 1985                                                   | 383                                                    | 88                                                     | 84                                                     |
| 1986                                                   | 339                                                    | 93                                                     | 92                                                     |
| 1987                                                   | 331                                                    | 80                                                     | 100                                                    |
| 1988                                                   | 358                                                    | 86                                                     | 119                                                    |
| 1989                                                   | 348                                                    | 98                                                     | 127                                                    |
| 1990                                                   | 369                                                    | 133                                                    | 151                                                    |
| 1991                                                   | 387                                                    | 132                                                    | 159                                                    |
| 1992                                                   | 406                                                    | 141                                                    | 132                                                    |
| 1993                                                   | 383                                                    | 154                                                    | 124                                                    |
| 1994                                                   | 469                                                    | 136                                                    | 162                                                    |
| 1995                                                   | 441                                                    | 139                                                    | 160                                                    |
| 1996                                                   | 499                                                    | 156                                                    | 165                                                    |
| 1997                                                   | 461                                                    | 157                                                    | 174                                                    |
| 1998                                                   | 457                                                    | 164                                                    | 158                                                    |
| 1999                                                   | 403                                                    | 180                                                    | 146                                                    |
| 2000                                                   | 509                                                    | 224                                                    | 201                                                    |
| 2001                                                   | 636                                                    | 168                                                    | 159                                                    |
| 2002                                                   | 484                                                    | 206                                                    | 220                                                    |
| 2003                                                   | 447                                                    | 186                                                    | 165                                                    |
| 2004                                                   | 522                                                    | 210                                                    | 134                                                    |
| 2005                                                   | 670                                                    | 234                                                    | 189                                                    |
| 2006                                                   | 594                                                    | 238                                                    | 182                                                    |
| 2007                                                   | 688                                                    | 222                                                    | 267                                                    |
| 2008                                                   | -                                                      | -                                                      | -                                                      |
| 2009                                                   | 587                                                    | 157                                                    | 159                                                    |
| 2010                                                   | -                                                      | -                                                      | -                                                      |
| 2011                                                   | -                                                      | -                                                      | -                                                      |
| 2012                                                   | 654                                                    | 230                                                    | 182                                                    |
| 2013                                                   | 516                                                    | 186                                                    | 168                                                    |
| 2014                                                   | 596                                                    | 169                                                    | 222                                                    |
| 2015                                                   | 514                                                    | 136                                                    | 138                                                    |
| 2016                                                   | 624                                                    | 175                                                    | 216                                                    |
| 2017                                                   | 515                                                    | 227                                                    | 165                                                    |
| 2018                                                   | 612                                                    | 178                                                    | 206                                                    |
| 2019                                                   | 608                                                    | 230                                                    | 212                                                    |
| 2020                                                   | 372                                                    | 181                                                    | 207                                                    |
| 2021                                                   | -                                                      | -                                                      | -                                                      |
| 2022                                                   | 632                                                    | 280                                                    | 299                                                    |
| 2023                                                   | 526                                                    | 387                                                    | 328                                                    |
| 2024                                                   | 618                                                    | 205                                                    | 251                                                    |

2,0: Leest ·
5,0: Tisselt ·
6,9: Blaasveld ·
8,3: Willebroek ·
10,2: Kalfort ·
13,6: Puurs ·
17,5: Bornem ·
21,0: Temse ·
24,6: Eigenlo ·
29,2: Sint-Niklaas ·
32,7: Sint-Pauwels ·
33,2: Sint-Gillis-Waas ·
35,2: Kalf ·
37,5: De Klinge ·
47,9: Hulst ·
52,8: Kijkuit ·
57,5: Axel ·
63,0: Sluiskil ·
66,7: Terneuzen
0,0: Kontich ·
2,0: Edegem ·
3,8: Kontich-Dorp ·
8,8: Reet ·
12,1: Boom-Krekelenberg ·
14,0: Boom ·
18,5: Willebroek ·
21,7: Tisselt-West ·
26,1: Londerzeel-Oost ·
27,5: Londerzeel ·
30,7: Steenhuffel ·
34,2: Peizegem ·
37,4: Opwijk ·
40,3: Nijverseel ·
41,8: Baardegem ·
44,2: Moorsel ·
46,2: Mijlbeke ·
49,3: Aalst